# Afrancesado

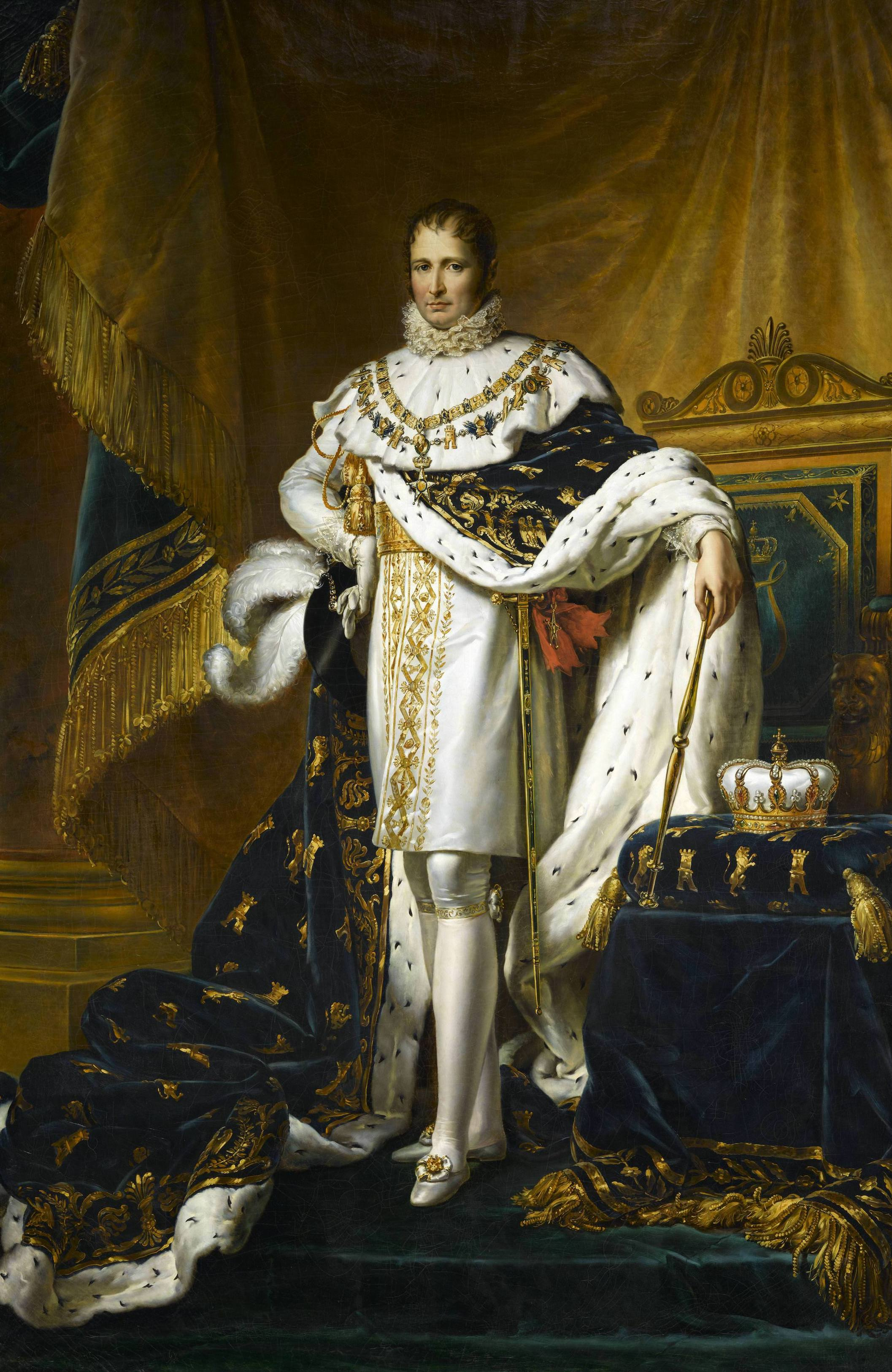
José I de España

Se denominó afrancesados o josefinos a los españoles que habían colaborado con el rey José I Bonaparte durante la Guerra de la Independencia española. Los «patriotas» y defensores de los derechos de Fernando VII, «cautivo» en Francia, le daban un sentido peyorativo, negaban la legitimidad establecida en el estatuto de Bayona como «rey de España e Indias» y le llamaban el «rey intruso». La inmensa mayoría de los «afrancesados» salieron de España en 1813 tras el fin de la Monarquía josefina, formando el primer exilio de la historia contemporánea de España, pero retornaron durante la década ominosa formando parte del absolutismo restaurado.
Como ha subrayado Manuel Moreno Alonso, en su obra "Traidores ante el Pueblo", en definitiva se trataría de hacer una historia
equivalente a la de “buenos” y “malos”, ya que afirma que «con la excepción de los moros y los judíos de otras épocas, nadie en verdad fue injuriado con tanta saña como ellos los afrancesados. No se quiso admitir su idea de que, aceptando al nuevo rey, se evitaba tanto la anarquía como la guerra, a la vez que podía mejorarse el buen gobierno de la nación». El «patriota» Antonio de Capmany los calificó de «fastidiosa turba de sabihondos, ideólogos, filósofos, humanistas y politécnicos».
Según Manuel Moreno Alonso, el uso del término «afrancesado» para referirse peyorativamente a los partidarios del rey José I es relativamente tardío pues no empezó a difundirse hasta 1811. Antes de esa fecha se habían utilizado expresiones como «traidores», «infieles» o «juramentados» (este último término, una resonancia del francés assermenté, calificativo utilizado para designar a los sacerdotes que habían jurado la Constitución civil del clero).

## Definición
El término «afrancesado» en sentido amplio se ha aplicado a aquellas personas influidas —de forma «exagerada», según el DRAE— por las ideas y las costumbres de origen francés. En sentido estricto, el historiador Miguel Artola ha identificado el «afrancesamiento» político y material ―que diferencia del ideológico e intelectual propio, según él, de los liberales de las Cortes de Cádiz― con el colaboracionismo, un fenómeno «eterno». Si los «colaboracionistas» son «las gentes que por diversos motivos consideran un deber unirse al invasor para ver salvar lo que se pueda de la nación, e incluso en algunos casos para medrar personalmente», «en España se llaman afrancesados a las gentes que, cuando la dominación francesa, ocuparon cargos, juraron fidelidad al intruso [José I Bonaparte] o colaboraron con los ocupantes con fines diversos».
Para precisar aún más el concepto de «afrancesado» en sentido estricto, Artola propone distinguir entre los «afrancesados» propiamente dichos, que «por íntima y libre determinación» se sumaron al proyecto reformista que representaba José I ―«no intentan una revolución, únicamente quieren una evolución progresiva, que les permita aplicar al Gobierno las teorías del Aufklärung, que la muerte de Carlos III truncara»―, y los simples «juramentados», «que cumplieron las órdenes que recibieron sin discutir su origen ni legalidad», y esto por dos motivos: «el miedo a la represión y la inexcusable necesidad de sobrevivir a la prueba». «Hubo muchos juramentados y muy pocos afrancesados», añade Artola. Sobre los «juramentados» emite un duro juicio: «no representan nada, son totalmente amorfos».
Juan López Tabar ha considerado acertada la distinción propuesta por Artola entre afrancesados y simples juramentados. Estos últimos constituyeron, como también señaló Artola, la inmensa mayoría de los que «por pura necesidad optaron por prestar juramento al nuevo monarca como un mal menor, especialmente cuando su existencia económica dependía del Estado, caso del aparato burocrático, que mayoritariamente, optó por esta fórmula». «Su colaboración no pasó en la mayor parte de los casos de un acatamiento resignado de la nueva situación, formando tan sólo ese fondo anónimo, neutro, del cuadro de la España josefina». En cambio los afrancesados, apenas unos miles, «no sólo juraron al nuevo monarca, sino que de manera consciente y por su propia voluntad, ocuparon cargos o colaboraron de alguna manera con los ocupantes, bien con objeto de apoyar la política del rey José, en quien veían un continuador del reformismo ilustrado, o, en el menor de los casos, por mero afán de medro». López Tabar ha realizado un censo de los afrancesados y ha conseguido identificar a 4172, de los cuales 2416 provienen de la administración (constituyendo el 57,9 % del total), 979 son militares, 252 eclesiásticos, 99 nobles y el resto, 426, particulares o de una categoría que no se ha podido determinar.
Con posterioridad a la Guerra de la Independencia, para hablar del partidario de Francia o de lo francés (por ejemplo, durante la Primera Guerra Mundial) se usó más bien el término francófilo, desprovisto de las connotaciones negativas de las que el término afrancesado no se había desprendido todavía.

## Historia

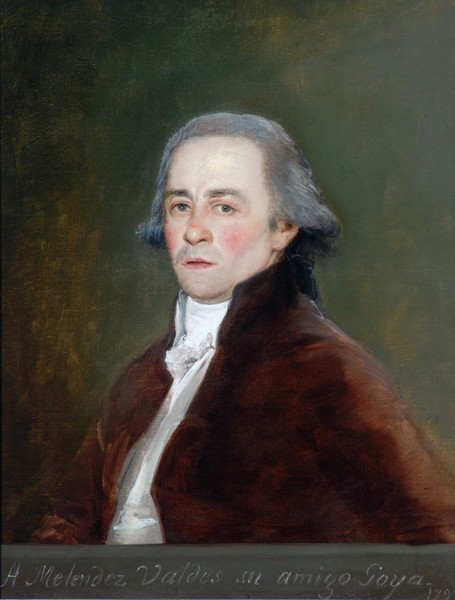
Retrato de Juan Meléndez Valdés por Francisco de Goya (1797). El poeta y jurista Menéndez Valdés fue nombrado por José I Bonaparte miembro del Consejo de Estado. Murió en el exilio en 1817.

Las raíces de los afrancesados se encuentran en el despotismo ilustrado de Carlos III, según Miguel Artola, hasta el punto que afirma que «el ilustrado de tiempos de Carlos III fue el afrancesado de 1808… Para los afrancesados, Bayona no es más que un cambio de dinastía».
El 7 de julio de 1808 José I Bonaparte, rey de España «por la gracia de Dios y por la Constitución del Estado», prestó solemne juramento en el Ayuntamiento de Bayona (en francés), según lo prescrito en la «Constitución de Bayona», aprobada el 30 de junio por la «Asamblea de Notables» convocada por Napoleón Bonaparte y a la que habían acudido 91 de los 150 diputados previstos. Después del juramento de José I, estos juraron a su vez fidelidad al nuevo monarca y algunos de ellos le aseguraron que «España entera acogería con entusiasmo al nuevo soberano» Pero lo cierto era, como ha destacado Rafael Abella, que se abría un profundísimo «cisma en el cuerpo social hispano». «Frente a los que se llamaban a sí mismos “patriotas” [que no reconocían la legitimidad de José I y defendían los derechos de Fernando VII], empezó a nombrarse despectivamente de “afrancesados” o “josefinos” a los que se dispusieron a colaborar con el régimen encarnado por José I».
La mayoría de los españoles rechazó al «rey intruso», pero como ha señalado Manuel Moreno Alonso, «no todo el pueblo estuvo en contra de José, porque hubo componentes fundamentales de éste, gente perteneciente a la clase media, que desde el primer momento en que se produjo el levantamiento [que iniciaría la Guerra de la Independencia española] advirtió que la resistencia estaba marcada por el fuego de la revolución social, “desde los pueblos ―dirá un comerciante de Burgos―, desconociendo su verdadero interés, prefirieron la insurrección y la anarquía a la tranquilidad y buen orden”. Fue el temor a estos “patriotas” lo que decidió a gente del pueblo a colaborar finalmente con el Intruso». Así pues, los partidarios de la monarquía josefina «no eran muchos, pero constituían la élite: la oligarquía económica, buena parte del aparato burocrático ilustrado ―funcionarios, oficiales del ejército, amplio sector del alto clero― y la minoría ilustrada». Sin embargo, Moreno Alonso matiza que no todas las personas notables apoyaron a José Napoleón I. «Cientos de familias se marcharon de la Corte desde antes incluso de llegar Madrid, una vez que se produjeron los sucesos de mayo».
Josep Fontana coincide con Moreno Alonso cuando afirma que el «carácter popular de la resistencia» al cambio de dinastía fue lo que les confirmó en su decisión de apoyarla. Fue el caso, por ejemplo, de los ministros josefinos Miguel José de Azanza y Gonzalo O'Farrill, para quienes las sublevaciones populares «dieron indicios de la horrorosa anarquía que amenazaba al reino, y este fue un nuevo motivo para que la gente sensata se inclinase a abrazar un gobierno capaz de comprimir con su fuerza al pueblo». Lo que sucedía, según ellos, no era más que una serie de «asonadas y tumultos populares» en los que «el vulgo desenfrenado» se encarnizaba contra las autoridades.

### Los motivos de los afrancesados
Según Miguel Artola, los motivos que movieron a los afrancesados a defender la monarquía de José I fueron de tres tipos: políticos, históricos y nacionales. Entre los motivos políticos Artola señala tres, que responden a los «principios doctrinales de los afrancesados»: el monarquismo, que se sitúa por encima de la fidelidad a una u otra dinastía («Nos unimos al soberano que se nos mandaba servir y le fuimos fieles hasta el último momento», afirmó el afrancesado Francisco Amorós); la oposición a la revolución, a la «hidra de la anarquía», «el mayor azote que Dios envía a los pueblos», según Miguel José de Azanza, y que sólo el gobierno de José I podía detener; y la «necesidad de reformas políticas y sociales», «que reclaman las luchas del siglo, que arreglan la administración pública a los sistemas conocidos por mejores, consolidan el poder de un Estado y aseguran su libertad positiva y su gloria verdadera», como dirá Amorós.
Entre los «motivos de tipo histórico» Artola señala que los afrancesados representaban la «tradicional orientación» de la política española de «lograr la alianza de Francia para defenderse frente a Inglaterra» («¿Qué hicieron pues, los vocales de la Junta de Bayona firmando una Constitución, y los demás españoles la aceptaron, sino procurar sacar todas las ventajas posibles a favor de la independencia y libertad de la nación, apoyados en razones de conveniencia política, que la experiencia reciente, y aun la de un siglo entero, había hecho conocer como la más provechosa y necesaria entre dos naciones a quienes su posición geográfica les dicta la necesidad de vivir unidas?», escribieron los afrancesados Gonzalo O'Farrill y Miguel José de Azanza). A lo que se añadía la necesidad de preservar el Imperio español en América.

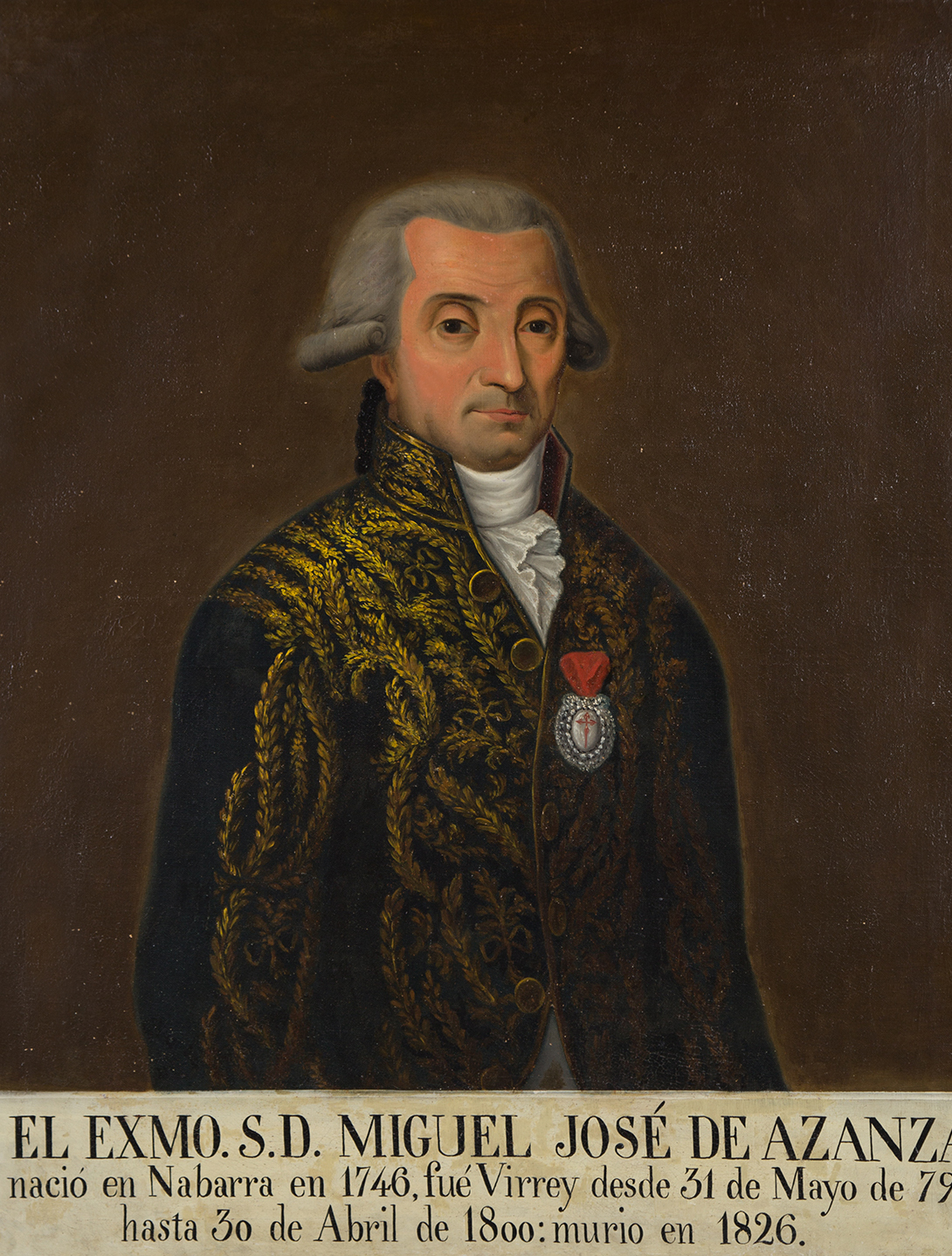
Miguel José de Azanza, fue ministro del gobierno de José I. Murió en el exilio en 1826.

Por último, entre los «motivos de conveniencia nacional» Artola apunta dos: «el afán natural de evitar una guerra, de la que acertadamente pensaban había de salir maltrecho el país, pugna que, por otra parte, consideraban innecesaria» («La justicia de una causa no basta por sí sola para que una guerra sea conveniente, y como tal deba abrazarse, y que las razones de su inconveniencia pueden presentarse tan probables y poderosas que, lejos de ser un crimen, se haga un servicio a la nación en evitarla», escribieron O’Farrill y Azanza) y «la ventaja que se obtenía de poseer una administración española, con lo que se evitaba que España se transformase en una dependencia francesa, totalmente gobernada por funcionarios extranjeros» («Si no hubiésemos desempeñado nosotros los empleos, se hubieran dado a los extranjeros, polacos, alemanes, italianos y franceses, pues de todo hubo en los ejércitos que hicieron la conquista, ¿y se cree que en tal caso hubieran sido más felices los españoles?. Respondan por mí los pueblos y hágase el paralelo de los países que fueron gobernados militarmente con aquellos donde pudo el rey conservar algún influjo y se verá la enorme diferencia», escribió el afrancesado Juan Antonio Llorente). De ellos dijo el mariscal Suchet: «Conscientes de la situación del país, aceptaron la honrosa misión de interponer la moderación y la justicia entre los habitantes y los soldados, y protegieron los intereses de sus compatriotas con una perseverancia jamás desmentida».
Ángel Bahamonde y Jesús A. Martínez, por su parte, han achacado al rechazo de la «dinámica de la insurrección» que los afrancesados apoyaran a la nueva dinastía, «tratando de evitar el peligroso vacío de poder». Y lo hicieron por una razón doctrinal y otra coyuntural. «La alternativa de Bayona brindaba una hipótesis reformista, al mismo tiempo que representaba una cierta línea de continuidad en la transmisión de poderes» y «además consideraban el entramado político surgido de las juntas revolucionarias como un instrumento poco sólido para oponerse a Napoleón. Para este grupo era inútil una oposición frontal, es decir, la guerra, ante unas tropas imperiales incontestadas hasta entonces».
Juan Francisco Fuentes ha señalado que los afrancesados o josefinos, en su mayoría de las clases medias y altas, apoyaron a la Monarquía de José I por «el papel de los franceses como salvaguardas de la paz y el orden» pero también por la posibilidad que ofrecía «de regenerar un país sumido en una profunda crisis histórica, sin romper definitivamente con el pasado, pero introduciendo algunas reformas que muchos consideraban inaplazables». Por su parte Juan López Tabar ha afirmado que los afrancesados «el vació de poder, asociado a la anarquía cada día más incontenible en el pueblo y la imposibilidad de resistirse al poder omnipotente del Emperador, hizo que, desde su patriotismo, optaran por apoyar a la nueva dinastía en un intento de evitar males mayores».
Según Rafael Abella los que colaboraron con el rey José I lo hicieron «movidos por dos razones primordiales: primero por evitar una guerra que juzgaban estéril contra Napoleón I, y segundo por poder llevar a cabo un programa de reformas políticas y sociales de signo liberal. Su actitud aparecía a medio camino entre un reformismo ilustrado equidistante tanto del despotismo absolutista como del caos revolucionario». Abella cita al dramaturgo Leandro Fernández de Moratín que apoyó a José I porque esperaba de él «una extraordinaria revolución capaz de mejorar la existencia de la monarquía, estableciéndola sobre los sólidos cimientos de la razón, la justicia y el poder».

### ¿Traidores?
Como ha señalado Juan López Tabar, «desde que Fray Manuel Martínez publicara su famoso anatema contra los afrancesados [Los famosos traidores refugiados en Francia convencidos de sus crímenes..., Madrid, 1814], los seguidores de José I llevan casi doscientos años marcados con el estigma de la traición». Martínez escribió su folleto poco después de que Fernando VII promulgara el decreto de 30 de mayo de 1814 que no les dejaba retornar a España:

Traidores, sí, traidores os llamaba a boca llena la España toda; traidores os apellidaban en los momentos de reflexión y calma los mismos conquistadores a quienes servíais; traidores os llama hoy el francés, el alemán, el inglés, el ruso, el polaco, y mal que os pese vuestro nombre transmigrará a la posteridad más remota ennegrecido con el feo dictado de traidores.

Durante la primera mitad del siglo XIX no estuvo ausente una visión benevolente y conciliadora sobre los afrancesados, como la de Estanislao de Kotska Bayo, quien en su Historia de la vida y reinado de Fernando VII (Madrid, 1842) escribió que «se vieron despojados de su fortuna y condenados a mendigar la subsistencia en Europa» «por haber previsto con más talento que sus conciudadanos que sólo Napoleón podía labrar sólidamente la felicidad de la patria», pero la imagen que se acabó imponiendo fue la de Fray Manuel Martínez: se trataba de unos personajes ambiciosos y traidores. Antonio Bofarull en su Historia de la guerra de la Independencia en Cataluña sentenció que «cuando todos los hijos de la nación se levantan unánimes, quien no la oiga o de ella se separe, sólo el epíteto de traidor o mal patricio se merece». Quien finalmente fijó su imagen negativa definitiva fue Marcelino Menéndez Pelayo, quien en su Historia de los heterodoxos españoles les lanzó durísimos ataques: «legión de traidores, de eterno vilipendio en los anales del mundo, entre los que formaron parte principalísima casi todos los literatos y abates volterianos y toda la hez de malos frailes y clérigos mujeriegos y desalmados, recogida y barrida de todos los rincones de la Iglesia española».
A principios del siglo XX aparecieron los dos primeros intentos de rehabilitar a los afrancesados, siendo objeto de duras críticas porque la visión de Menéndez Pelayo (y la de Fray Manuel Martínez) era la que seguía predominando —de hecho en 1903 el archivero Higinio Ciria se quejó de que fueron trasladados a España los restos mortales de Moratín, de Meléndez Valdés y de Goya para enterrarlos en un mausoleo porque en su lugar «habríamos debido quemar sus restos y dispersar las cenizas a los cuatro vientos para hacer reflexionar a los traidores»—. En 1909 Carlos Cambronero en su libro El rey intruso, dedicado al reinado de José I Bonaparte, escribió sobre ellos: «el espíritu imparcial y desapasionado de la crítica histórica debe levantarles el terrible anatema que sus contemporáneos pronunciaron en la exaltación de la guerra, pues Moratín y Meléndez Valdés no merecen el calificativo de traidores». Tres años después Mario Méndez Bejarano publicaba Historia política de los afrancesados, «el primer estudio serio que se escribía sobre el tema», según Juan López Tabar. En el prólogo Méndez Bejarano escribió: «Al dedicar hoy algunas líneas a la memoria de estos desdichados a quienes la exaltación de las pasiones motejó de traidores e impuros, colocándolos a modo de perpetuo sambenito el nombre de afrancesados, me propongo, puestos los ojos en la justicia e inflamado el corazón en amor a la patria, mostrar que España no es cuna ni semillero de traidores». Dos años más tarde el diplomático Fernando de Antón del Olmet, márqués de Dos Fuentes, fiel a la visión de Menéndez Pelayo, acusaba a Méndez Bejarano de haberse puesto «al servicio panegírico de los traidores de 1808» y de ser el «defensor de los enemigos de la patria», pisoteando «sin sombra de compasión» «a los infelices patriotas». «El Sr. Méndez Bejarano es un poseso», concluía.
La «rehabilitación» de los afrancesados —la superación de la «visión patriotera y distorsionada del fenómeno del afrancesamiento»— se produjo gracias a los estudios de Miguel Artola y de Juan Mercader Riba. El primero publicó su libro Los afrancesados en 1953, en pleno franquismo, y contó con el aval de Gregorio Marañón que escribió el prólogo —el libro sería reeditado en 1976, un año después de la muerte de Franco—. En el libro Artola rechazó la acusación de «traidores» argumentando que su fidelidad «se dirige no a Napoleón, ni a Francia, ni siquiera a José en cuanto a su propia persona, sino únicamente en tanto en cuanto representa la posibilidad de lograr un buen gobierno». Artola los consideró «gentes alucinadas que en ningún momento poseyeron claro sentido de la realidad política, europea y española en 1808. Su actuación fue un error derivado de falsas premisas y no una traición». «Aceptan una nueva dinastía, pero jamás reconocerán la desmembración del país ni la injerencia extranjera», añadió Artola. También rechazó que les moviera la ambición por enriquecerse como lo probaría que durante «sus penosos siete años de destierro [1813-1820], ninguno de ellos, ni ministros, ni cortesanos, ni subalternos, dio señales de haber reunido grandes fortunas en el desempeño de sus cargos».
En 2001 Juan López Tabar en su libro Los famosos traidores. Los afrancesados durante la crisis del Antiguo Régimen (1808-1833) ha escrito: «La postura de los en adelante llamados afrancesados fue una mezcla de posibilismo, resignación y oportunismo, pero también de sincero patriotismo». López Tabar cita al afrancesado Mariano Luis de Urquijo: «En el silencio de la noche cuando el sueño no viene, repaso mi vida y nada encuentro de qué avergonzarme, ni como hombre público, ni como ciudadano español».
Un caso especial lo representó el afrancesado catalán Tomàs Puig que defendió la separación de Cataluña de España y su incorporación al Imperio francés.

## Represión

### Las primeras medidas
Las primeras medidas contra los afrancesados se tomaron nada más iniciado el reinado de José I Bonaparte. Tras la derrota francesa en la batalla de Bailén que provocó que el «rey intruso» tuviera que abandonar precipitadamente Madrid, el Consejo de Castilla acordó el 12 de agosto de 1808 el secuestro de «los bienes de todos los que han emigrado a Francia siguiendo los ejércitos franceses, y se les forme causa, por si pudiesen ser habidos, lo mismo que aquellas personas que han sido infieles a la patria y le han hecho traición, sirviendo a los enemigos de España, teniendo correspondencia con ellos desde los ejércitos españoles, y sobre todo, aquellos que han escrito y publicado los libelos infamatorios en los diarios y demás papeles, contra nuestros reyes don Carlos y don Fernando, contra la nación española, y han proferido especies escandalosas contra la buena memoria de estos soberanos y el honor español». Al día siguiente se inició el embargo y secuestro de los bienes de los ministros del gobierno de José I y de los nobles miembros de su corte, así como los de «todas las demás personas, sin distinción alguna, que hayan salido de esta capital y pueblos del reino para acompañar a José Napoleón». También se acordó que se les dejaran de pagar sus sueldos o pensiones.
Tras su fundación el 25 de septiembre de 1808, fue la Junta Suprema Central la que asumió la dirección de la represión contra los franceses y contra los «afrancesados». Así el 26 de octubre ordenó la creación de un «Tribunal extraordinario y temporal de vigilancia y protección», encargado de entender «en las causas de infidencia y adhesión al Gobierno francés y cuanto tenga íntima conexión con estos puntos». Pero la intervención de Napoleón para reponer en el trono a su hermano José —el 4 de diciembre capitulaba Madrid— paralizó momentáneamente el proceso represivo —José I ordenó levantar todos los embargos existentes—, pero la Junta Suprema los reanudó tras instalarse en Sevilla. En un decreto del 24 de abril de 1809 calificaba a los afrancesados de «ingratos a su legítimo soberano [Fernando VII], traidores a la patria y acreedores a toda la severidad de las leyes» y reiteraba la confiscación de «todos los bienes, derechos y acciones pertenecientes a todas las personas, de cualquier estado, calidad y condición que fuesen, que hayan seguido y sigan al partido francés».
Como ha señalado Miguel Artola, «el posterior desarrollo de la guerra, con la casi total ocupación del país por las tropas francesas, limitó estas actividades, aplazando forzosamente su reanudación hasta la total liberación del territorio español». Sin embargo, durante los cerca de tres meses en que José I estuvo «huido» en Valencia —entre el 10 de agosto y el 2 de noviembre de 1812— a causa de la victoria de Wellington en la batalla de los Arapiles, la represión se reanudó. Se promulgaron tres nuevos decretos contra los afrancesados. El primero, del 11 de agosto, ordenaba el cese fulminante de «todos los empleados que haya nombrado el gobierno intruso, así como los que hayan servido al gobierno intruso aunque no hayan sido nombrados por él». El segundo, con fecha del 21 de septiembre, los declaraba incapacitados para ostentar un cargo público, especialmente a los que hubieran sido condecorados con la Real Orden de España. El tercero, de 29 de septiembre, ordenaba el arresto de todas las personas con opiniones políticas «sospechosas». Las prisiones se llenaron y hubo que recurrir al Retiro para albergar a tanto detenido y se obligó a los empleados públicos que habían permanecido en Madrid a entregar una declaración jurada indicando la duración y naturaleza de sus servicios, así como la forma en que habían conseguido los puestos que ocupaban, y muchos de ellos a pesar de haber cumplido el requisito acabaron encarcelados. Las mujeres de los funcionarios «huidos» fueron obligadas a ingresar en conventos o a pagar una fianza. Esta represión «legal» fue acompañada de una represión «popular» también de gran dureza. Miot de Mélito, el hombre de confianza de José I, escribió en sus Memorias: «Se hicieron violencias inútiles contra las mujeres y los niños de los españoles que, siguiendo al Gobierno al que se habían unido, habían creído poder dejar sus familias seguras en Madrid, o no habían podido llevarlas consigo por falta de medios. Se sometió a depuraciones odiosas, y a menudo ridículas, a individuos desconocidos». Además la Gazeta de Madrid se llenó de artículos injuriosos contra los que habían colaborado con el «rey intruso» y contra sus familias. También contra los compradores de los bienes de los conventos clausurados por José I y contra las mujeres que habían mantenido relaciones con los franceses.

### El exilio

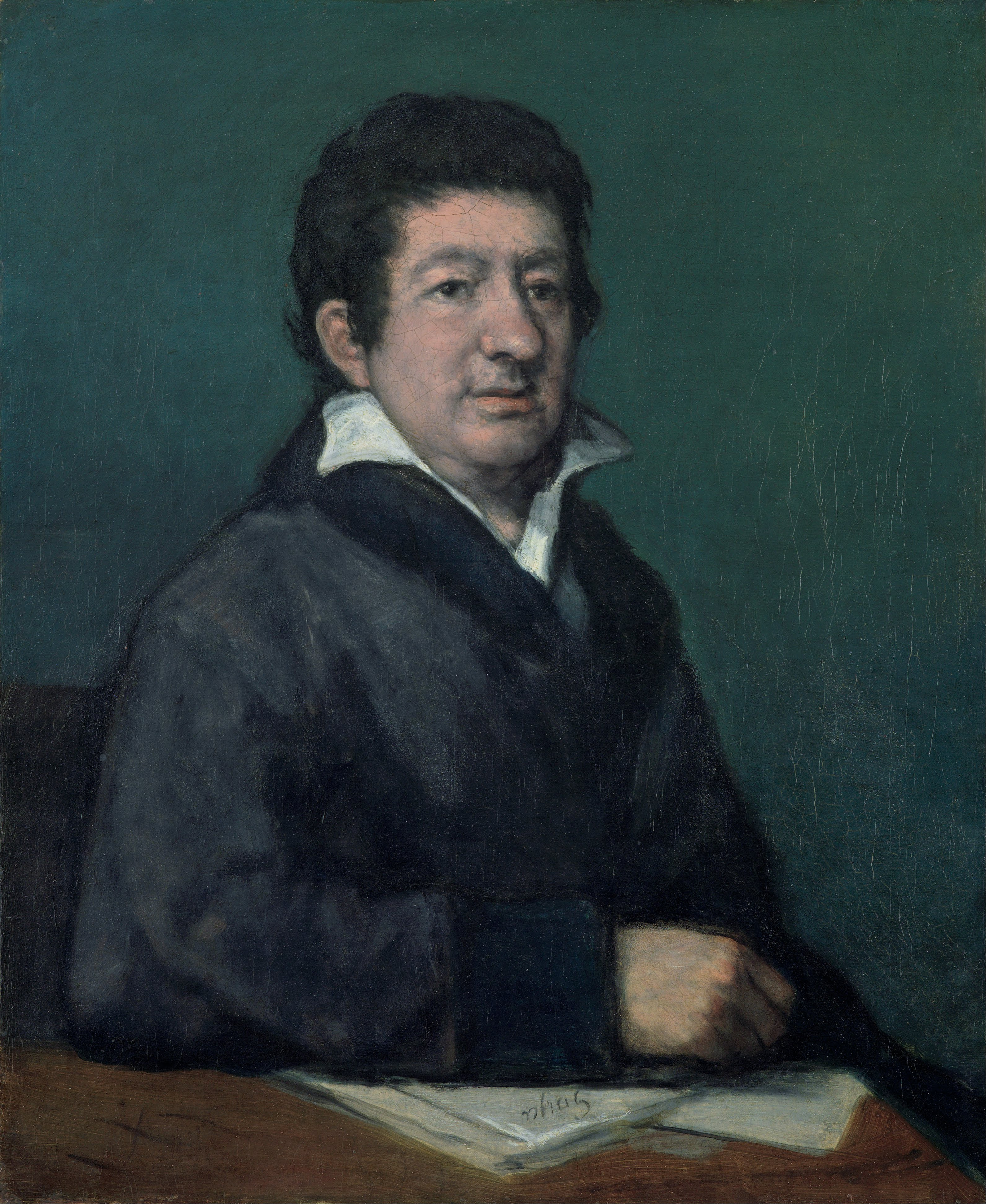
Retrato del dramaturgo y poeta Leandro Fernández de Moratín. Fue pintado por Francisco de Goya en 1824 en Burdeos, donde los dos se había exiliado. Ambos morirían en 1828, Goya en Burdeos y Moratín en París.

Tras la derrota en la batalla de Vitoria de junio de 1813, toda la corte de José I pasó a Francia, y con ella fueron camino del exilio los que, de una u otra manera, habían colaborado con el régimen josefino. Entre ellos se encontraban eclesiásticos, miembros de la nobleza, militares, juristas y escritores. Cabe destacar a Juan Sempere y Guarinos, a los periodistas Javier de Burgos, Sebastián de Miñano, Alberto Lista, José Mamerto Gómez Hermosilla, Manuel Narganes y Fernando Camborda; los escritores Juan Meléndez Valdés, Pedro Estala, Juan Antonio Llorente, Leandro Fernández de Moratín, José Marchena y Félix José Reinoso; los eruditos José Antonio Conde, Martín Fernández de Navarrete y Francisco Martínez Marina, y Mariano Luis de Urquijo, exministro, los obispos auxiliares de Zaragoza y Sevilla, el general Gonzalo O'Farril, el coronel Francisco Amorós y muchos otros. 
Se calcula que fueron entre 10 000 y 12 000 familias, carentes de recursos en su mayoría, las que cruzaron la frontera y se establecieron en Francia. Allí permanecerían siete largos años. Juan López Tabar ha identificado a 2933 personas, un 70 % del total del censo de afrancesados confeccionado por él (aunque pudieron ser más porque solo se tiene la certeza de que permanecieran en España unas 500). El rey José I escribió inmediatamente a su hermano Napoleón reclamando su ayuda. «Tengo que mostrar a V.M. la horrible situación de los empleados y refugiados españoles que han seguido los movimientos de los ejércitos. Suplico a V.M. que ordene a sus ministros para que autoricen que los prefectos les proporcionen socorros que V.M. considere convenientes». Napoleón ordenó que se proveyeran los medios para su subsistencia, destinando para ello un millón de francos, pero tras su abdicación en abril de 1814 y la Restauración borbónica en Francia en la persona del rey Luis XVIII los subsidios entregados por los prefectos a los refugiados disminuyeron notablemente. Además se les sometió a vigilancia, acompañada de medidas policiales vejatorias, por el temor a que fueran «conspiradores bonapartistas». Durante los Cien Días una parte de los afrancesados no apoyaron la vuelta de Napoleón, desoyendo la petición de José Bonaparte, e incluso algunos militares defendieron los derechos de los Borbones.
Ante los rumores que llegaban a la corte de Madrid de que se estaban organizando conspiraciones en la frontera, el gobierno español solicitó al gobierno francés «la confinación de los partidarios de José a una distancia de la frontera proporcionada a desvanecer todo temor». La petición fue atendida y ordenó la inmediata evacuación «de los depósitos de Tarbes, Toulouse, Pau y Bayona, si no de todos los españoles en masa, al menos de todos aquellos cuyas relaciones u opiniones puedan considerarse sospechosas». Pero en realidad los afrancesados no eran los que conspiraban sino los liberales españoles exiliados, que por otro lado, con alguna excepción, no mantenían buenas relaciones con los antiguos partidarios de José I al que ellos habían combatido. En abril de 1816 el ministro de Policía le comunicó al embajador español, conde Perelada: «No parece que los conjurados hayan atraído a sus proyectos a ningún francés, ni siquiera a ningún español de los que sirvieron al usurpador José». A pesar de todo las quejas del gobierno de Fernando VII del trato «benévolo» que recibían los exiliados españoles continuaron.
En agradecimiento a la ayuda prestada a los refugiados por Luis XVIII Manuel Norberto Pérez del Camino escribió una oda en su honor (Oda compuesta en honor de S.M.C. Luis XVIII, Rey de Francia y de Navarra, por Manuel Norberto Pérez del Camino, refugiado español, Burdeos, 1815), una de cuyas estrofas decía lo siguiente:

¡Ay! sin ella qué fuera
 esta colonia, a quien la suerte dura
 en región extranjera
 al oprobio condena y la amargura!
 Vilipendiada, errante,
 sin caudillo, sin bienes, sin hogares,
 halla en ti un padre amante,
 y halla bienes y honor y amigos lares.

### Persecución en el interior

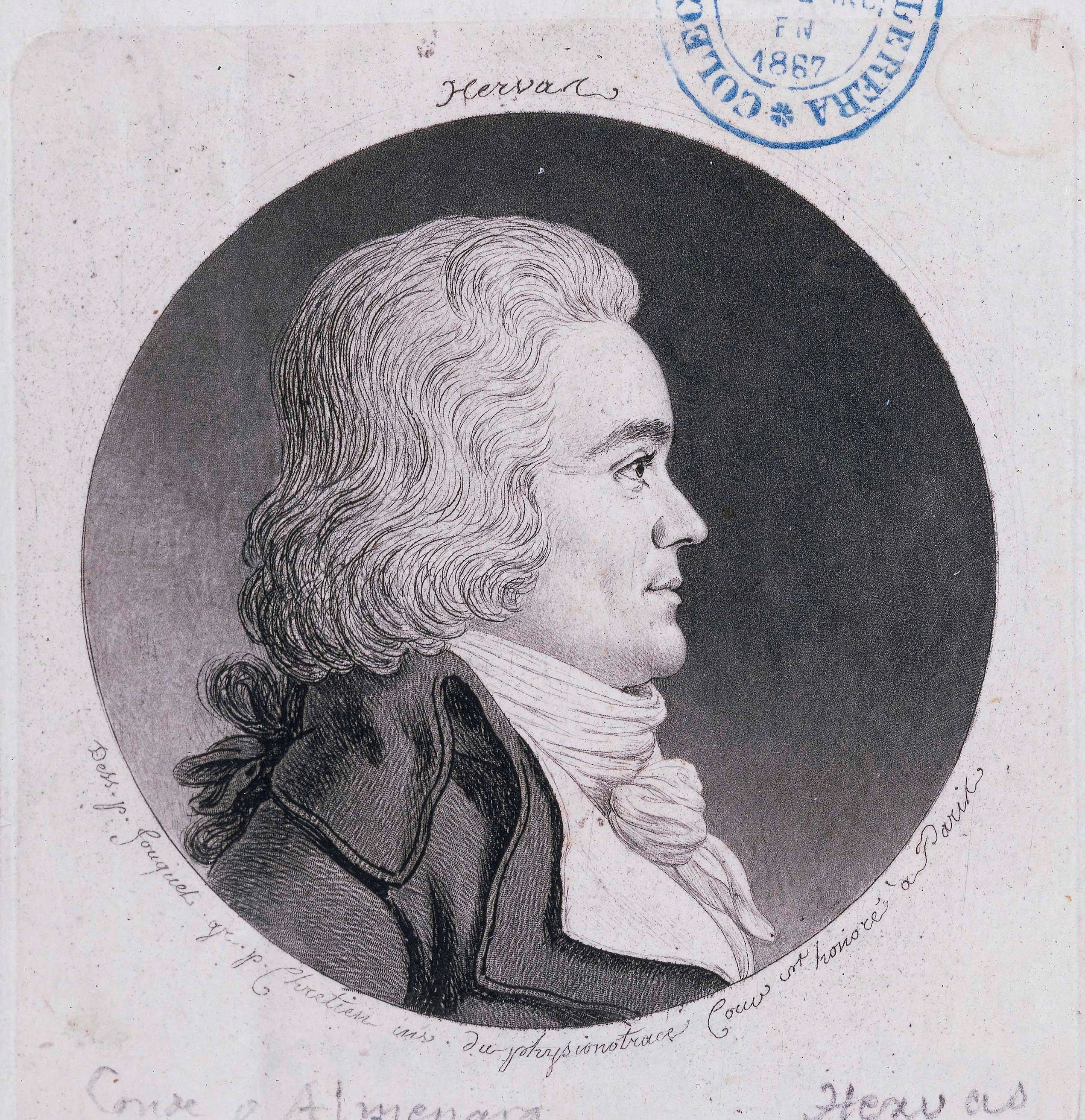
José Martínez de Hervás, marqués de Almenara, ministro del Interior en el gobierno de José I, presentó el 13 de junio de 1808 una petición a Talleyrand para que Luis XVIII intentara conseguir que Fernando VII, «un príncipe de su casa», revocara el Decreto del 30 de mayo que proscribía a los afrancesados. «El restablecimiento de la Inquisición, la restitución temeraria de los bienes del clero..., la proscripción de los hombres que han desplegado ideas liberales, ¿acaso todos estos acontecimientos no dejarán de influir en Francia?», escribe Almenara.

Mientras unos iban camino del exilio, Fernando VII regresó a España y encabezó el golpe de Estado de mayo de 1814 que restauró el absolutismo, decretó la suspensión de las Cortes de Cádiz, limitó la libertad de imprenta y ordenó la persecución de todos los «afrancesados» (y de los liberales que le habían defendido frente al «rey intruso»). El rey no se sintió obligado a cumplir el Tratado de Valençay, por el que Napoleón le había devuelto la Corona de España —a la que él había renunciado seis años antes—, y en el que se había comprometido a reintegrar en sus derechos y honores a aquellos españoles que habían seguido el partido de José I. En el artículo 9.º del Tratado se estipulaba lo siguiente:

Todos los españoles que han sido fieles al rey José I y que le han servido en los empleos civiles, políticos o militares, o que lo han seguido, entrarán en posesión de los honores, derechos y prerrogativas de los que gozaban. Todos los bienes de los que hayan sido desposeídos les serán restituidos...

Según Juan López Tabar, la decisión de Fernando VII respondió al ambiente general de odio y venganza contra los que habían colaborado con los ocupantes con que se encontró a su vuelta del cautiverio de Valençay. Solo una minoría defendió el perdón y la reconciliación. De hecho fueron las propias Cortes las que el 19 de febrero de 1814, un mes antes de la entrada de Fernando VII en España, lanzaron una proclama en contra de la aplicación del artículo 9.º del Tratado de Valençay:

¿Podrá [el rey] desear volver a vivir en medio de ellos [sus leales súbditos] rodeado de los verdugos de su nación, de los perjuros que lo vendieron y derramaron la sangre de sus hermanos? Cubriéndolos con su manto real para substraerlos a la justicia nacional ¿sufrirá que insulten desde el sagrado asilo impunemente y con aire de triunfo a tantos millares de patriotas...? Esos monstruos por premio a su infame traición ¿conseguirán de las víctimas mismas de su rapacidad la devolución de sus bienes mal adquiridos...? Cerrar para siempre la entrada de nuestra patria a la influencia perniciosa de la Francia; consolidar las bases de nuestra Constitución tan amada del pueblo; preservar de los consejos funestos de extranjeros y traidores al Rey cautivo en su restablecimiento en el trono, tales han sido los objetos que las Cortes se han propuesto.

El 17 de abril, cuando Fernando VII acababa de llegar a Valencia sin haber jurado la Constitución, las Cortes en Madrid aprobaron un decreto en el que además de confirmar las medidas adoptadas en agosto y septiembre de 1810, se animaba a la población a la delación para que «si existiese algún empleado público que haya servido al gobierno intruso... queda con derecho todo español para presentar al Gobierno los que considere comprendidos en aquel caso y acusarle ante el juez competente».
Tras el golpe de Estado del 4 de mayo por el que recuperó sus poderes absolutos, Fernando VII ordenó que se clasificara a los empleados que habían servido al rey José I en cuatro categorías diferentes: «La 1ª, comprensiva de los que no habían querido recibir empleo alguno del usurpador; la 2ª, de los que habían continuado desempeñando durante su gobierno sus antiguos destinos; la 3ª, de los que habían recibido ascensos extraordinarios, que debían reputarse como efecto de su adhesión al intruso, y la 4ª, de aquellos que, no contentos de haber sido, o arrastrados tras sí a sus compatriotas al partido de aquél, habían perseguido a los fieles y buenos españoles».
Pero la medida definitiva contra los afrancesados —«el mazazo definitivo», según Juan López Tabar— fue un decreto que se promulgó el 30 de mayo, onomástica del rey, acabando así con las esperanzas de muchos de ellos que se habían dirigido a la frontera con España creyendo que en ese día tan señalado se aprobaría la amnistía que les permitiría volver. En el decreto se condenaba al exilio perpetuo a todos los que hubieran detentado cargos políticos, militares o eclesiásticos durante el reinado del «intruso», incluidas sus esposas. A los que hubieran detentado cargos de menor rango —en el caso de los militares por debajo del grado de capitán— o los que no hubieran detentado ninguno «se les permitía entrar en el reino, pero no venir a la corte, ni establecerse en pueblo que estuviese a menos de veinte leguas de distancia de ella». Además se les privaba de todos su honores y se les inhabilitaba para ocupar un cargo público. A los que se habían quedado en España o se habían aventurado a regresar se les aplicaron las mismas restricciones: debían abandonar inmediatamente la corte y residir a más de veinte leguas de Madrid y no podían acceder a ningún cargo público. La prohibición se mantendría durante todo el sexenio absolutista (1814-1820).
Los afrancesados protestaron y respondieron inmediatamente mediante varias «Reflexiones» y «Reclamaciones» en las que intentaban justificar por qué habían apoyado a José I Bonaparte. Insistían en que no habían tenido otra opción —«Toda la nación sucumbió, a excepción de una corta porción de beneméritos, heroicos y valerosos españoles, y, de consiguiente, o todos los españoles son culpables, o ninguno», se decía en una de ellas— y en que se habían visto obligados a ello para poder subsistir —«El que no tenía más que su empleo para comer, y con crecida familia, que son los más, ¿debían dejarse morir de hambre?», se decía en otra—. También en la necesidad de evitar la anarquía: «Miraron por todas partes en busca de un Gobierno que impidiese el desorden».
Una de las «Reflexiones» —de autor anónimo, pero que Miguel Artola atribuye a Antonio Godínez y Juan López Tabar a Francisco Amorós— fue mucho más lejos, causando un grave conflicto diplomático con Francia, que fue donde se publicó, ya que en ellas se acusaba de traición al rey Fernando VII y a su hermano don Carlos. Les recordaba que habían sucumbido a la presión de Napoleón en las abdicaciones de Bayona y su adulación al emperador francés durante el cautiverio de Valençay y dirigiéndose a Fernando VII decía: «Vos, Majestad, vos mismo no habéis podido resistir a la fuerza, ¡y queréis exigir a un simple vasallo que permanezca firme en su opinión durante seis años de disturbios». Tras poner como ejemplo el perdón decretado por Luis XVIII en Francia acababa diciendo:

Cualquiera que sea nuestra suerte, nosotros daremos a Europa ejemplo de moderación... y si la miseria nos lleva hasta la muerte, al menos al pronunciar nuestras últimas palabras podremos decir: lo hemos perdido todo menos el honor.

Algunos afrancesados se desvincularon de estas Reflexiones por las consecuencias negativas que pudiera tener para todos ellos —uno las calificó de «miserable escrito»; otro le reprochó a su autor que se escondiera tras el anonimato— y el gobierno francés, ante las protestas del embajador español en París, ordenó que fueran requisadas todas las copias del mismo, aunque no logró impedir su difusión. Fray Manuel Martínez, un antiguo «colaboracionista» pasado al campo fernandino —primero liberal y luego absolutista—, escribió un folleto de respuesta titulado Los famosos traidores refugiados en Francia convencidos de sus crímenes, y justificación del RD de 30 de mayo, y que estaba lleno de insultos a los afrancesados a los que califica de «despechados y rabiosos», «aves de rapiña», «literatuelos envenenados», «víboras emponzoñadoras», etc. «Mal que os pese vuestro nombre transmigrará a la posteridad más remota ennegrecido con el feo dictado de traidores», escribió. Le contestaron varios afrancesados, entre ellos el propio Francisco Amorós —autor, según López Tabar, de las «Reflexiones»—, a los que Martínez replicó en un tono en ocasiones burlón y repitiendo los insultos —añadiendo alguno nuevo como «miserables proscritos»—.
La decisión de Fernando VII de no conceder la amnistía, en contra de lo firmado en el Tratado de Valençay, causó una honda conmoción en las cortes europeas, especialmente en la francesa, entre otras razones porque era en Francia donde se encontraban los afrancesados exiliados. El gobierno francés pidió expresamente a Fernando VII que fuesen perdonados «todos los españoles que han seguido el partido del intruso José Napoleón, y se hallan en Francia actualmente, permitiéndoseles volver a su patria». El ministro Talleyrand lo intentó ante el representante español en el Congreso de Viena, Pedro Gómez Labrador, pero este había recibido instrucciones precisas de que eludiese «con buenas palabras» cualquier recomendación «en favor de los que se refugiaron en Francia con José Bonaparte..., sin que, respecto a ellos, se contraiga obligación alguna, por tratarse de asuntos meramente del Gobierno del rey». La única opción que dejaba Gómez Labrador era que los afrancesados se acogieran a la clemencia de Fernando VII, «el medio más poderoso y tal vez el único, de obtener el perdón de individuos que, de acuerdo con las leyes de España, están excluidos del territorio de esta monarquía». Entonces Talleyrand le entregó una lista de setenta personas para las que pedía «la clemencia y bondad de S.M.C. [Su Majestad Católica]», entre las que se encontraban los ministros del Gobierno de José I y otros destacados miembros de la corte josefina. Pero Fernando VII se mostró inflexible y ninguna de esas personas pudo regresar a España. En diciembre de 1815 Fernando VII justificó su política sobre los afrancesados en una carta a Luis XVIII en la que le decía que su regreso a España «causaría un extraordinario desorden y trastorno..., suscitando recelos y clamores, y despertaría la venganza a que la condición humana difícilmente se hace superior».
En 1817 el gobierno francés presionó para que se dejara entrar en España a los excluidos por el decreto del 30 de mayo de 1814 que «no son peligrosos» y de esa forma «se libertase a S. M. Cristianísima [Luis XVIII] del gran peso de mantener a tantos extranjeros». El embajador español en París recibió instrucciones de que no perdiese «ocasión de distraer dicha idea, pues así conviene por ahora». Sin embargo, finalmente las presiones francesas surtieron efecto y ese mismo año de 1817 se abrió una «consulta» «acerca de la utilidad política de una amnistía general o con excepciones». En el resumen de las respuestas recibidas presentada al rey en octubre se concluía que la «opinión más general» de los que habían participado —secretarios del Despacho, Chancillerías, capitanes generales, intendentes, arzobispos, obispos, Tribunal de la Inquisición, etc.— era la concesión de una «amnistía modificada» («una amnistía con condiciones y cautelas, pero verdaderamente generosa», según Juan López Tabar). Pero Fernando VII se echó para atrás, por influencia de la camarilla y de sus ministros más absolutistas e intransigentes encabezados por el de Guerra Francisco de Eguía («son traidores los que proponen una amnistía», dijo en una reunión del gobierno), por lo que la real cédula que se promulgó el 15 de febrero del año siguiente mantuvo las mismas restricciones establecidas en el decreto de 30 de mayo de 1814. La única concesión consistía en que se levantaba el embargo de sus bienes, pero no se devolvían a sus sucesores o herederos sino solamente su administración «con la obligación de entregar anualmente al crédito público la mitad de sus productos» y se les permitía suministrar una pensión alimentaria al propietario exiliado. Y se insistía en que los que regresasen, ninguno podía «aspirar a los empleos o destinos que antes tenían ni usar de las condecoraciones exteriores que los distinguían». Por una orden posterior, de febrero de 1819, se les prohibía «mudar de domicilio sin expresa licencia de S. M., pues, en otro caso, serán tratado como verdaderos vagos». «La Real Cédula de 15 de febrero de 1818 resultó a la postre bastante estéril... Habría que esperar al pronunciamiento de Riego para que, al fin, todo el quisiera pudiera regresar a España», ha concluido Juan López Tabar.

## El retorno a España

### Trienio Liberal (1820-1823)

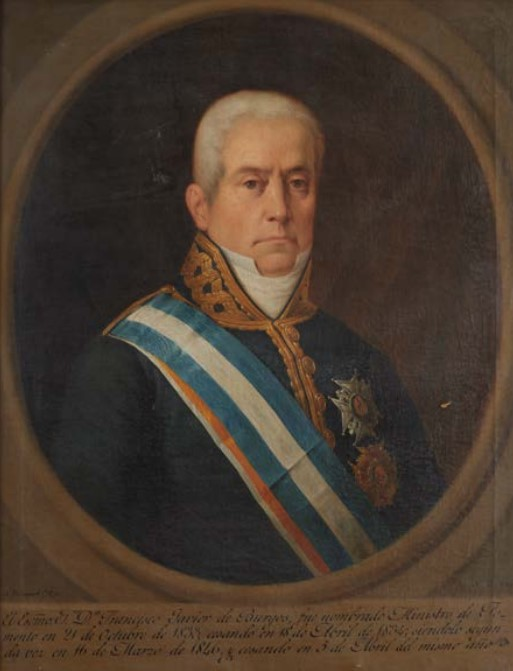
El afrancesado Javier de Burgos, desde su periódico Miscelánea defendió la reconciliación y la amnistía. Después de 1823 prestará importantes servicios a Fernando VII como estrecho colaborador en París del banquero Alejandro María Aguado.

Tras el triunfo de la Revolución de 1820 en España, Fernando VII promulgó un decreto el 9 de marzo, el mismo día en que se vio obligado a jurar la Constitución de Cádiz, por el que se ordenaba la excarcelación de los presos políticos y la vuelta de los exiliados, aunque sin especificar si se incluía también a los afrancesados. Fue el 23 de abril cuando se promulgó el Real Decreto que se refería específicamente a ellos otorgándoles la amnistía. El Rey, «condolido del triste estado a que se ven reducidos los españoles refugiados actualmente en Francia por haber seguido al gobierno intruso», levantaba el destierro y ordenaba la devolución de sus bienes secuestrados. Pero un nuevo decreto, promulgado solo tres días después, restringió notablemente el alcance de la amnistía ya que los que regresaran a España no debían pasar de las provincias Vascongadas o como mucho de Burgos, y aplazaba la solución definitiva hasta la reunión de las nuevas Cortes. Esta marcha atrás respondía a la oposición a la amnistía que habían manifestado ciertos sectores liberales exaltados cuyo órgano de prensa El Conservador había publicado el 13 de abril un artículo en el que rechazaba el llamamiento a favor de la reconciliación, que había hecho el afrancesado Javier de Burgos desde su periódico Miscelánea, afirmando que aquella «jamás tendrá lugar entre los agentes de la opresión y las víctimas de la tiranía» y acusando a los que piden una amnistía de «denominar injusticia al clamor de venganza que resuena en todos los ángulos de la península».
El decreto del 26 de abril fue muy criticado por los afrancesados ―Sebastián Miñano lo calificó de «enorme majadería»; Juan Antonio Llorente insistió desde París en la necesidad de un «olvido absoluto de lo pasado»―. El periódico Miscelánea de Javier de Burgos publicó el 3 de mayo: «El permiso de volver al territorio español no es un beneficio, en efecto, si a lo menos no se deja a cada individuo la facultad de irse a establecer al pueblo de su naturaleza, o al de su domicilio antes de la revolución. ¿De qué vivirán las más de esas personas, apiñadas en las provincias vascongadas y en una corta parte de Castilla y privadas hasta de los cortos auxilios con que los favorecía en Francia la generosidad de aquel gobierno?». Algunos liberales también criticaron el decreto. Félix Mejía escribió el 23 de mayo en su periódico La Colmena: «¿Por qué se divide la España para los comprometidos con el intruso dejándoles solamente entrar en el norte de ella?».
El 11 de julio de 1820, solo dos días después de que Fernando VII inaugurara las nuevas Cortes, el diputado liberal exaltado José María Moreno de Guerra pidió que, «no existiendo ya el maligno influjo de Napoleón», se permitiera la vuelta de «los españoles emigrados por su causa» «con restitución de bienes y con el goce de los derechos ciudadanos». Al mes siguiente José María de Pando le escribió desde Lisboa al Secretario del Despacho de Estado Evaristo Pérez de Castro: «Es ya tiempo de que la Madre España abra los brazos para... abrigar en su seno a aquellos hijos en su momento descarriados». La comisión primera de legislación de las Cortes fue la que se ocupó de estudiar el asunto y en la sesión del 8 de septiembre se leyó su dictamen favorable a que «las Cortes deben permitir volver a España a todos los emigrados por causa de Napoleón, mandando que se les restituyan los bienes que existan secuestrados y concederles los derechos de ciudadanos». Las Cortes debatieron el dictamen entre los días 19 al 21 de septiembre, resultando finalmente aprobado por 112 votos a favor y 36 en contra.
El Decreto de las Cortes fue promulgado el 26 de septiembre y en él se «permitía regresar a España a todos los que emigraron por haber obtenido un cargo o destino del Gobierno intruso, o manifestado de otro modo su adhesión al mismo» y les restituían los bienes que les hubieran sido secuestrados. La única restricción que aparecía en el decreto era que «no quedan reintegrados ni con derecho a reclamar los empleos, condecoraciones, gracias, pensiones o mercedes que obtenían al tiempo de decidirse a tomar destino o servicio del gobierno intruso de José Bonaparte [sino solo] los que merecieran de ahora en adelante por su idoneidad y servicios que la Patria espera de su parte». El Censor, el periódico más importante de los afrancesados, expresó a las Cortes «el profundo reconocimiento de que estamos penetrados» y manifestó su adhesión al «sistema constitucional» comprometiéndose además a contribuir «a que se conserve y consolide para gloria y felicidad de la patria». Regresaron del exilio unas 12 000 personas.

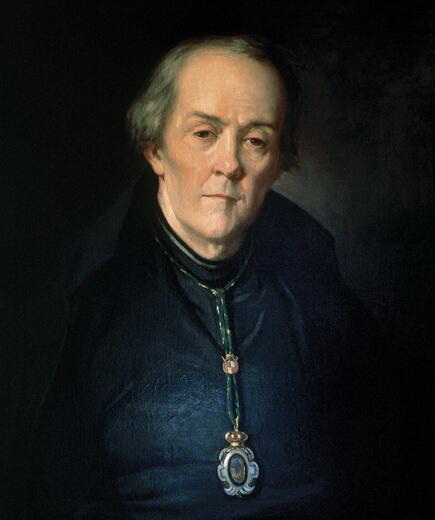
Retrato de Alberto Lista, uno de los principales redactores del prestigioso semanario El Censor, defensor de las tesis conservadoras de los afrancesados. Lista años más tarde sería el director de la Gaceta de Bayona y de la Estafeta de San Sebastián.

Sin embargo, la rehabilitación de los afrancesados no fue total, pues se les negó en la práctica el acceso a los cargos públicos e incluso, en ocasiones, se les pusieron trabas para que pudieran votar. Esta sería una de las razones principales del progresivo distanciamiento de los afrancesados del régimen liberal del Trienio, pasando del «apoyo incondicional a la oposición férrea». La otra sería ideológica, ya que durante el exilio habían asumido los postulados del liberalismo doctrinario de los que serían uno de sus difusores en España por medio del diario El Imparcial, dirigido por Javier de Burgos, y sobre todo a través del prestigioso semanario El Censor, cuya redacción estuvo encabezada por Alberto Lista, Sebastián Miñano y José Mamerto Gómez Hermosilla. Propugnaban la existencia de una Segunda Cámara y el fortalecimiento de los poderes del rey, lo que chocaba frontalmente con la Constitución y con las propuestas de los liberales exaltados que tendían a establecer «el despotismo del pueblo», según los afrancesados.
Los afrancesados se integraron en el sector más conservador del partido moderado. Fue así como su periódico El Censor, uno de los principales títulos de la prensa del momento, se convirtió en el órgano de expresión de este sector, partidario de la reforma de la Constitución de 1812 en un sentido restrictivo. Así, según Alberto Gil Novales, el perdón a los afrancesados «lejos de fortalecer el régimen liberal, contribuyó a su ruina, pues con unas poquísimas excepciones los afrancesados de nota se pusieron al servicio de la reacción, con la circunstancia agravante de que contaron con dinero y con medios». Aunque «en realidad nunca fue un grupo organizado», han puntualizado Pedro Rújula y Manuel Chust.
La ruptura definitiva de los afrancesados con el régimen liberal se produjo cuando se formó un gobierno exaltado tras el fracaso del golpe de Estado absolutista del 7 de julio de 1822. De hecho poco días después del golpe dejaron de publicarse primero El Censor y luego El Imparcial y la actividad pública de los afrancesados se redujo considerablemente ―algunos como el exministro josefino Miguel José de Azanza optaron por volverse a Francia―. «El 7 de julio [de 1822] cesó mi misión política», escribió Alberto Lista, uno de los principales responsables de El Censor.
La ruptura con el régimen liberal del Trienio llevó a los más destacados afrancesados a acercarse a Fernando VII por medio de Juan Miguel de Grijalva, uno de sus cortesanos de confianza ―secretario de Cámara y de la Real Estampilla―, quien los pondrá bajo su protección, incluido el marqués de Almenara, a pesar de que había sido ministro del Interior en el gobierno de José I. Cuando en 1823 se produjo la invasión francesa de los ‘’Cien Mil Hijos de San Luis’’ los afrancesados la apoyarán y adoptarán una posición contrarrevolucionaria ―«antirrevolucionaria», prefiere llamarla Juan López Tabar―. Gómez Hermosilla publica ese año El jacobinismo. Obra útil en todos los tiempos y necesaria de las circunstancias presentes, un ataque al régimen liberal, a sus «jacobínicos congresos» y a la Constitución que han intentado arrancar de los «corazones de los españoles, si posible fuese, todo sentimiento de honor, de fidelidad y de virtud». El objetivo del libro era «exponer respetuosamente sobre el modo de terminar la revolución y de impedir para siempre que renazca de sus cenizas». Como alternativa propone el reformismo administrativo ―«Si los gobiernos por sí mismos hacen en el cuerpo social las mejoras que la verdadera ilustración y la sana filosofía están indicando, y las hacen con el pulso y el tino que se requieren para no exasperar los ánimos ni violar los derechos de las clases y los individuos, nada tienen que temer del jacobinismo»―. Por eso el libro también fue criticado por los ultraabsolutistas.

### Década ominosa (1823-1833)

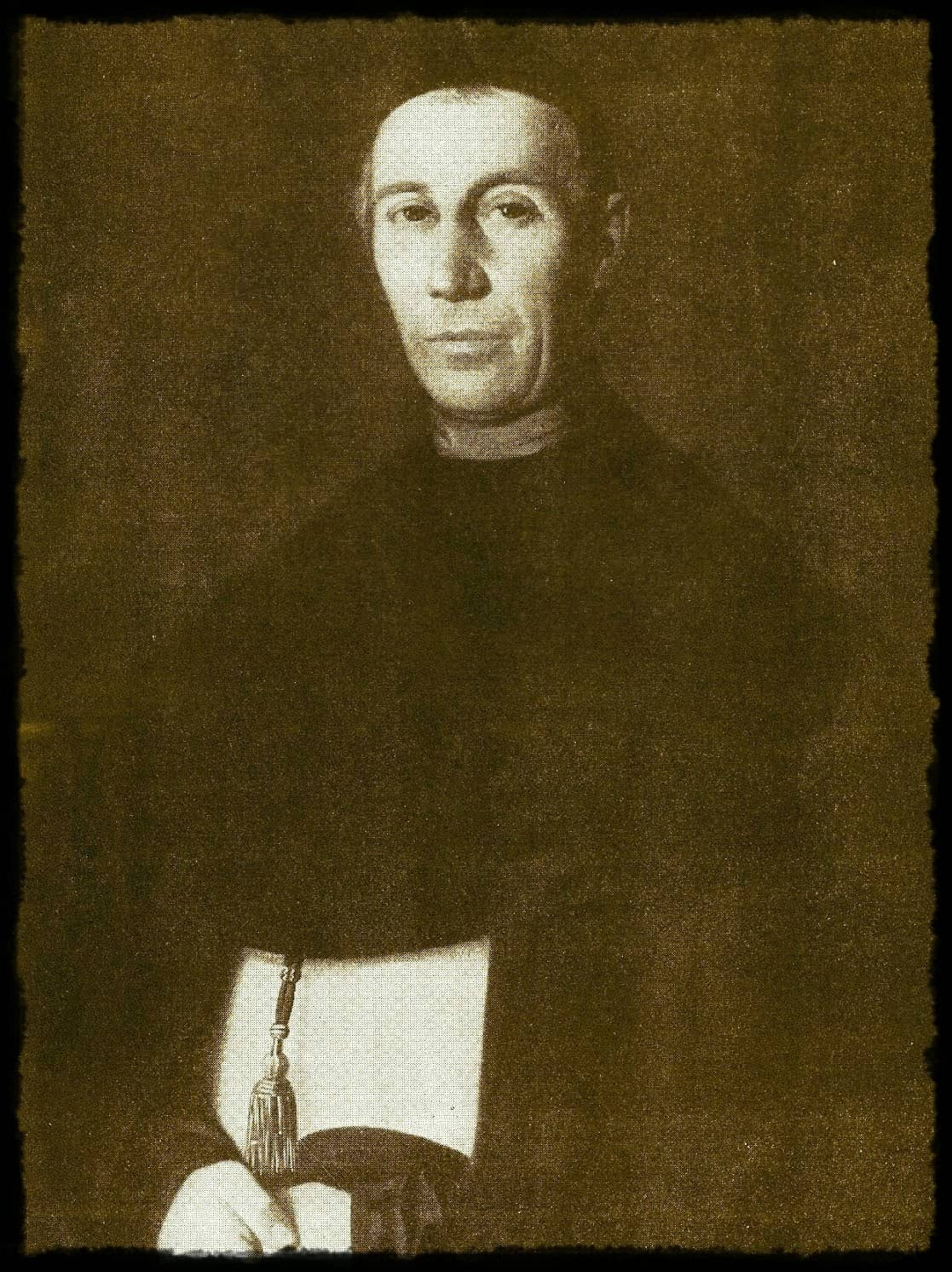
Sebastián Miñano, promotor junto con Alberto Lista, de los periódicos la Gaceta de Bayona y su sucesora la Estafeta de San Sebastián, órganos oficiosos de los absolutistas «reformistas».

El mismo día 1 de octubre de 1823 en que gracias a la invasión francesa recuperó sus poderes absolutos, Fernando VII promulgó un decreto por el que declaró «nulos y de ningún valor todos los actos del Gobierno Constitucional», lo que incluía, al menos en teoría, el decreto de septiembre de 1820 que amnistiaba a los afrancesados. Ante las protestas del gobierno francés que no quería tener que volver a acogerlos en su territorio, Fernando VII consultó con el Consejo de Castilla sobre el asunto y este le respondió a finales de enero de 1824 diciendo que «la indulgencia debe ser la más prudente y circunspecta posible» y proponiendo el examen caso por caso de la conducta que hubieran mantenido durante el Trienio. El gobierno francés no se dio por satisfecho y el 12 de junio pidió por medio de su embajador en Madrid que expresamente se aboliera el Real Decreto del 30 de mayo de 1814 que había proscrito a los afrancesados porque «las consideraciones que dictaron el decreto no existen hoy, y un acto de clemencia real que anulara esta disposición sería también un acto de justicia. España entera sabe que durante el régimen revolucionario la gran mayoría de los hombres comprendidos en este decreto se han pronunciado enérgicamente contra los principios y los excesos de la anarquía; que varios de entre ellos los han combatido con tanto coraje como valor, y que han merecido por ello todo el odio de los enemigos de S.M.C. [Su Majestad Católica]». Finalmente, aunque Fernando VII no abolió el decreto del 30 de mayo de 1808 ―la derogación no se produciría hasta el 22 de marzo de 1833―, permitió, a diferencia de lo que sucedió con los liberales, que los afrancesados pudieran permanecer en España.
Los afrancesados se sumaron al proyecto de los absolutistas «reformistas» que encabezaba el secretario del Despacho de Hacienda Luis López Ballesteros quien nombró a muchos de ellos ―«pajarracos» los llamó el «ultra» José Arias Teijeiro― para diversos cargos de su departamento ―Juan López Tabar ha identificado a veintiséis, entre ellos, Javier de Burgos, Sebastián Miñano, Pedro Sáinz de Andino o el marqués de Almenara, antiguo ministro de José I―, aunque durante los tres o cuatro primeros años de la década ominosa permanecieron «en un discreto segundo plano». En enero de 1827 el confidente de Fernando VII José Manuel del Regato le entregaba un informe reservado en el que le alertaba de las «operaciones» en el exterior y en el interior del «partido» a cuyo frente se hallan «los masones afrancesados» cuyo propósito era «colocar a V.M. en una posición tan aparentemente difícil y peligrosa» que le obligase de nuevo al establecimiento de «un Gobierno representativo con Cámaras». En el informe se decía que habían tratado «de apoderarse del ánimo del Sr. Grijalva, y logrado esto y por su influjo, se apoderaron de la dirección de los negocios públicos en todos los ministerios» y que también «trataron de hacer sospechoso a V.M. su Augusto Hermano valiéndose al intento de la maligna invención del partido carlista». Asimismo «indujeron al gobierno de V.M. a tomar medidas contra varios realistas para disminuir así los defensores del Trono Absoluto».

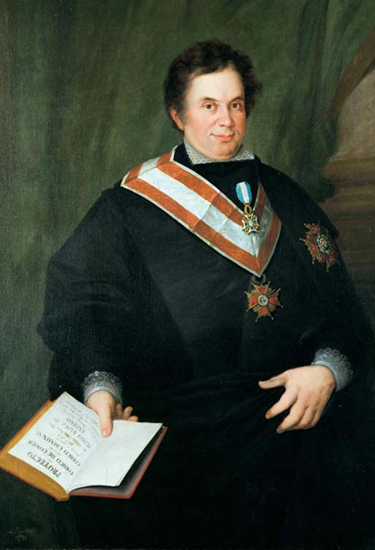
Retrado de Pedro Sáinz de Andino, por Antonio María Esquivel. (Banco de España). Andino fue el autor del Código de Comercio de 1829.

Sin embargo, Fernando VII no tomó ninguna medida contra los afrancesados ya que en aquel momento arreciaba la presión de los «ultras» como se pondría de manifiesto en la Guerra de los Agraviados (marzo-octubre de 1827) . De hecho el mismo mes en que recibió el informe de Regato el rey autorizó que Félix José Reinoso fuera nombrado redactor 1.º de la Gaceta de Madrid, designación que formaba parte de la política defendida por los absolutistas «reformistas» encabezados por López Ballesteros de «impugnar los falsos y calumniosos artículos que los diarios extranjeros están publicando continuamente contra la España» y evitar «que la opinión pública se extravíe». Así nació en octubre de 1828, auspiciada por el gobierno, la Gaceta de Bayona promovida por el afrancesado Sebastián Miñano y dirigida por el también afrancesado Alberto Lista, a la que tras su cierre en agosto de 1830 le siguió la Estafeta de San Sebastián asimismo promovida y dirigida por Miñano y Lista y que se publicaría entre noviembre de 1830 y julio de 1831. Según López Tabar, las páginas de la Gaceta de Bayona y de la Estafeta de San Sebastián «fueron un soplo de aire fresco en la España calomardiana, y desde la defensa del régimen fernandino, no cabe duda sobre su importancia como puente entre el régimen absoluto y el liberalismo ultramoderado del Estatuto Real».
Posiblemente el más destacado de los afrancesados protegidos por López Ballesteros ―su cofradía, como los llamaba el «ultra» José Arias Teijeiro; la clica [de clique, en francés pandilla, camarilla], como se refería a ellos Regato― fue el jurista Pedro Sáinz de Andino que sería el autor del Código de Comercio de 1829, muy elogiado, evidentemente, por la Gaceta de Bayona, así como del reglamento del Banco de San Fernando y del proyecto de ley de creación de la Bolsa de Madrid. También redactó una extensa Exposición al Rey N.S. sobre la situación política del reino y medios de su restauración en la que proponía la introducción de una serie de reformas administrativas entre las que destacaba la creación de un Ministerio del Interior, como el que había existido durante el reinado de José I Bonaparte y durante el Trienio Liberal ―una petición que, sin resultado, ya había hecho al rey Javier de Burgos en su Exposición de 1826―. El ministerio no sería creado hasta noviembre de 1832, después de los sucesos de La Granja, con el nombre ―de menores resonancias constitucionales― de Secretaría de Estado y del Despacho de Fomento General del Reino. Otro afrancesado, Manuel María Cambronero, sería el encargado por el rey de redactar un Código Civil en mayo de 1832.
Tras los sucesos de La Granja de septiembre de 1832 y la posterior salida del gobierno de López Ballesteros, los afrancesados, sin embargo, no perdieron su influencia. Reinoso pasó a ser el secretario del hombre fuerte del nuevo gobierno, el también «reformista» Francisco Cea Bermúdez ―Reinoso será quien redactará el manifiesto que la Regente María Cristina de Borbón dirigió a la nación en octubre de 1833 tras la muerte de Fernando VII―. Lista ocupará el puesto dejado libre por Reinoso en la dirección de la Gaceta de Madrid, cargo que ostentará hasta 1837. Javier de Burgos se hará cargo en enero de 1834 del ministerio de Fomento, que durante tanto tiempo había defendido su instauración. Sin embargo, en aquel momento la guerra civil que enfrentará a «carlistas» y a «cristinos» o «isabelinos» ya había estallado, por lo que, como ha señalado Juan López Tabar, «no es tiempo para componendas y el reformismo administrativo sería ampliamente desbordado por los acontecimientos y por una demanda de reformas políticas inexcusables. Pasó ya la hora de los afrancesados».

## La cultura del exilio

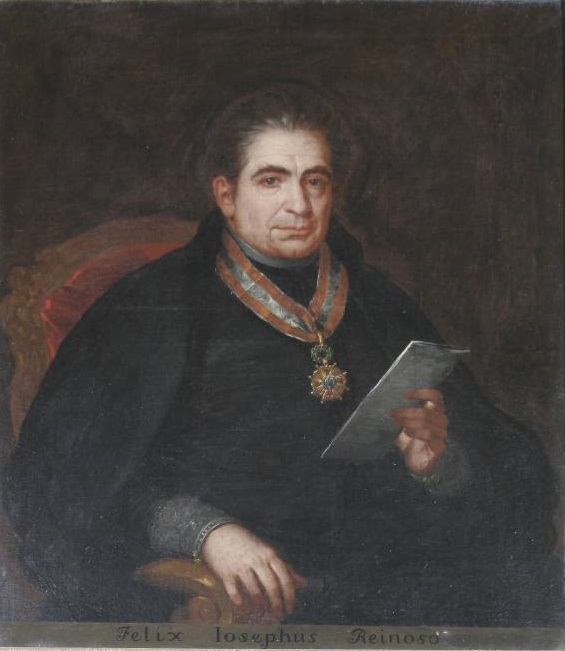
Retrato de Félix José Reinoso por José Gutiérrez de la Vega (Sevilla, 1839). Reinoso fue el autor del Examen de los delitos de infidelidad a la Patria, imputados a los españoles sometidos bajo la dominación francesa (1816), la obra «cumbre de la literatura afrancesada».

Como ha señalado Juan López Tabar, empujados al exilio «llegaba el momento apropiado para la reflexión sobre lo acontecido, reflexión que dio lugar a una amplia literatura justificativa mediante la cual los refugiados quisieron presentar ante la opinión pública las razones de su actuación, ya fuera a título individual o colectivo». Además muchos exiliados enviaron a Fernando VII escritos en los que apelaban a su clemencia para que les permitiera volver a España, le juraban fidelidad y le explicaban brevemente las razones que les habían empujado a unirse a José I Bonaparte y después a seguirle a Francia «para salvar mi vida», como se decía en uno de ellos. Se han conservado alrededor de doscientos en el Archivo Histórico Nacional y en casi todos aparece al margen la palabra «negado» porque ninguno fue atendido.

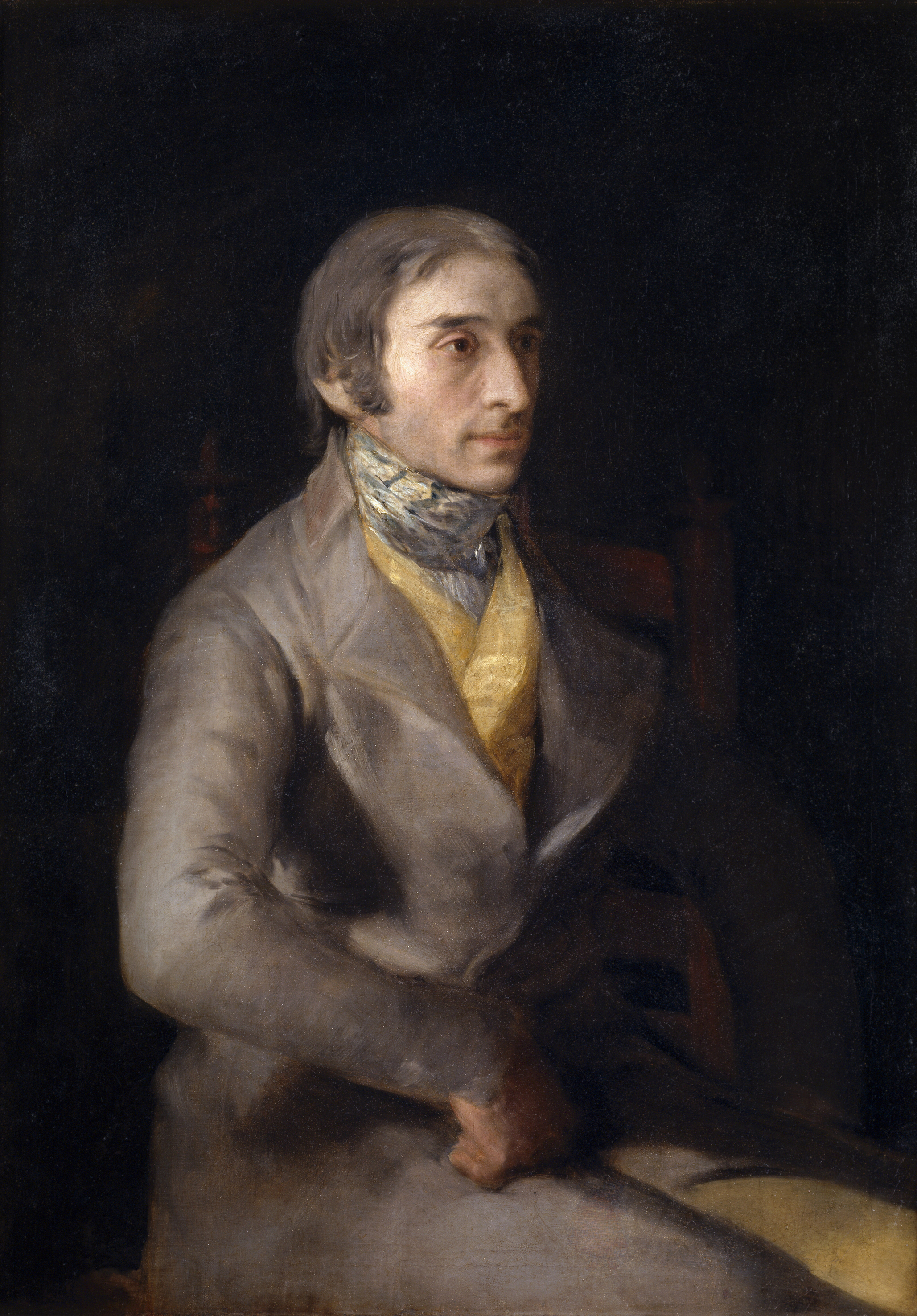
Retrato de Manuel Silvela y García de Aragón, por Francisco de Goya. Manuel Silvela fundó en Burdeos un colegio español que sería muy conocido.

Fueron numerosas las obras impresas que se publicaron en Francia durante los siete años del exilio (1813-1820), en las que «no sólo se trataba de justificar una actuación, sino de hacer oír la voz de los que desde España se pretendía desterrar para siempre en el olvido». Algunas tenían como objetivo reivindicar una actuación individual, como la Defensa canónica y política de Don Juan Antonio Llorente contra injustas acusaciones de fingidos crímenes... (París, 1816), pero otras, aunque aludían a la situación personal de sus autores, también defendían a todo el colectivo, como la Representación del Consejero de Estado D. Francisco Amorós a S.M. el rey D. Fernando VII (París, 1814), o la Memoria de D. Miguel José de Azanza y D. Gonzalo O'Farrill sobre los hechos que justifican su conducta política desde marzo de 1808 hasta abril de 1814 (París, 1815). Un tercer grupo de obras, algunas anónimas, se ocupó de reivindicar al conjunto de los afrancesados. Fue el caso de Memorias para la historia de la Revolución Española (París, 1814-1816, 3 vols.) de Juan Antonio Llorente. Pero por encima de todas ellas destacó el Examen de los delitos de infidelidad a la Patria, imputados a los españoles sometidos bajo la dominación francesa (Auch, 1816) de Félix José Reinoso, la obra «cumbre de la literatura afrancesada», según Juan López Tabar.
El Examen de Reinoso sería calificado muchos años más tarde por Marcelino Menéndez Pelayo en su Historia de los heterodoxos españoles (1880-1882) como «el libro más fríamente inmoral y corrosivo, subvertidor de toda noción de justicia, ariete contra el derecho natural y escarnio sacrílego del sentimiento de patria». El liberal anticlerical Bartolomé José Gallardo, acérrimo enemigo de los afrancesados, ya lo había calificado en 1835 como un «libro altamente ofensivo a la moral pública... quinta esencia del refinado mal saber de la pepinesca» (término con el que se refería a los que apoyaron al rey José I Bonaparte), «en un estilo fofo, relamido, simétrico, amanerado y fríamente declamador y cansino». En cambio el afrancesado Javier de Burgos declaró que «la defensa de los afrancesados la hizo ya para siempre Reinoso, y no ha habido entre sus enemigos ninguno tan petulante o tan sabio que se atreva a contradecir ni una sola sílaba de su libro inmortal». Por su parte, el también afrancesado Alberto Lista, que se ocupó de que el Examen se publicara en Francia ante la imposibilidad de hacerlo en España, le escribió a Reinoso: «tu obra será el código al que recurrirán en los siglos futuros los perseguidos por opiniones políticas».
La actividad intelectual de los afrancesados exiliados no se limitó a justificar y reivindicar su actuación, sino que también escribieron libros y folletos sobre otros temas, de acuerdo con su trayectoria anterior. José Antonio Llorente publicó, entre otras obras, una Historia crítica de la Inquisición de España (París, 1817-1818) que alcanzó una gran difusión internacional. Juan Sempere y Guarinos, Histoire des Cortès d’Espagne. Juan Antonio de Zamácola, Historia de las naciones vascas de una y otra parte del Pirineo septentrional… desde sus primeros pobladores hasta nuestros días (Auch, 1818). Otros se integraron plenamente en la vida cultural francesa como Manuel Silvela y García de Aragón que fundó en Burdeos un colegio español que sería muy conocido; o Manuel Núñez Taboada que instituyó en París el “Establecimiento de Interpretación y Traducción general de todas las lenguas”; o Francisco Amorós que en julio de 1817 abrió también en la capital francesa el primero de sus gimnasios donde puso en práctica su sistema de educación física y moral que le daría renombre mundial.